# Publiczny transport zbiorowy

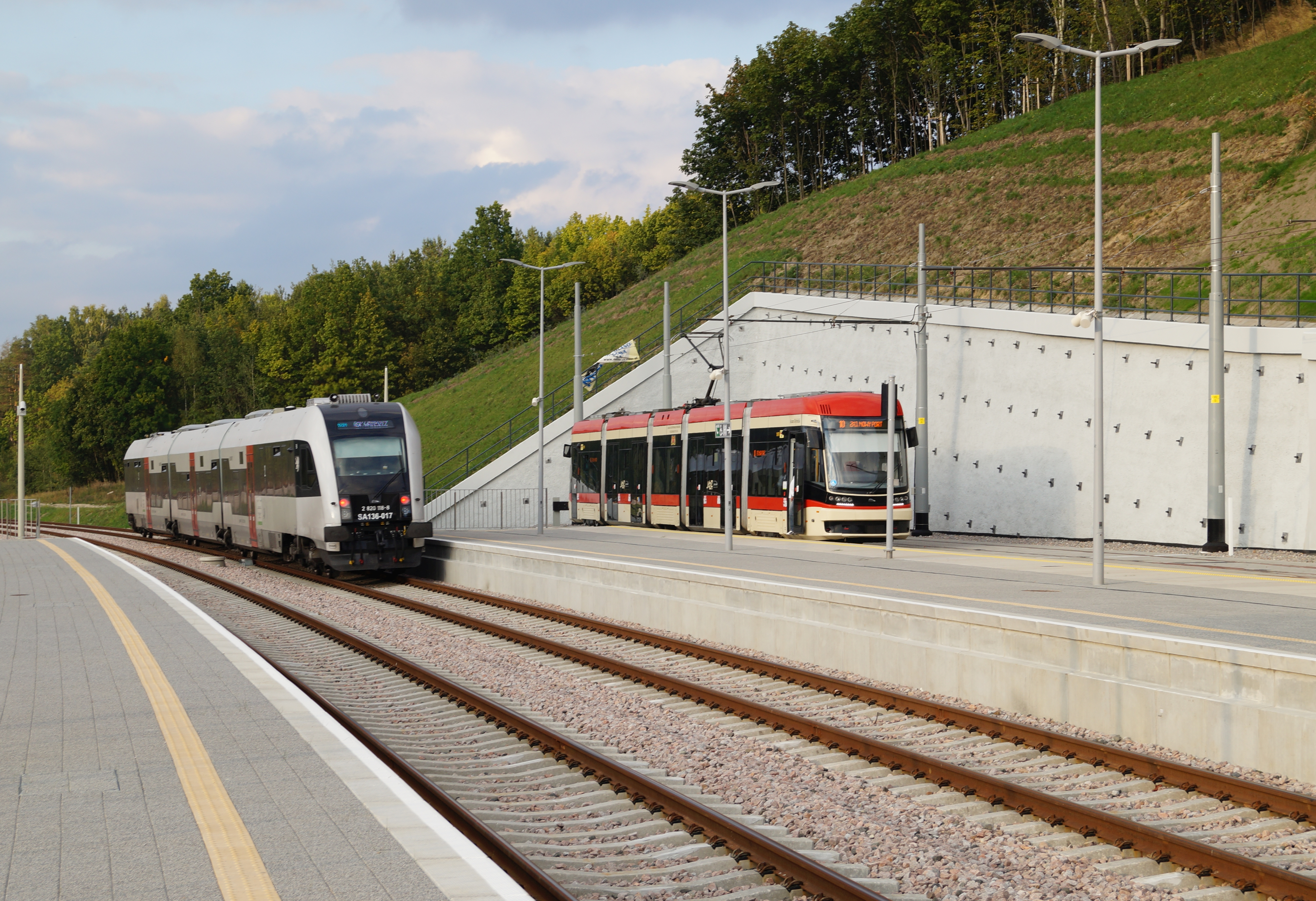
Pociąg Pomorskiej Kolei Metropolitarnej i tramwaj na przystanku Gdańsk Brętowo

Publiczny transport zbiorowy – powszechnie dostępny regularny przewóz osób wykonywany w określonych odstępach czasu i po określonej linii lub sieci transportowej.
Współcześnie do podstawowych środków transportu zbiorowego należą:
- w transporcie lądowym szynowym:
  - kolej
  - metro
  - premetro
  - tramwaj
- w transporcie lądowym kołowym:
  - autobus
  - trolejbus
- w transporcie na wodach śródlądowych i morskich:
  - statek pasażerski
- w transporcie powietrznym:
  - samolot pasażerski.

Transport zbiorowy jest przeciwstawiany transportowi indywidualnemu, cechującemu się specyficznymi warunkami komunikacyjnymi oraz brakiem regularności. Publiczny transport zbiorowy ma charakter substytucyjny względem transportu indywidualnego, zakres substytucji – w zależności od prowadzonej polityki transportowej (część polityki gospodarczej) – jest zmienny.
Polityka zrównoważonego transportu, będąca częścią doktryny zrównoważonego rozwoju, zakłada wzrost roli transportu publicznego w opozycji do rozwoju transportu indywidualnego.
Transport zbiorowy jest kluczowy dla płynności ruchu, co jest treścią paradoksu Downsa-Thomsona.

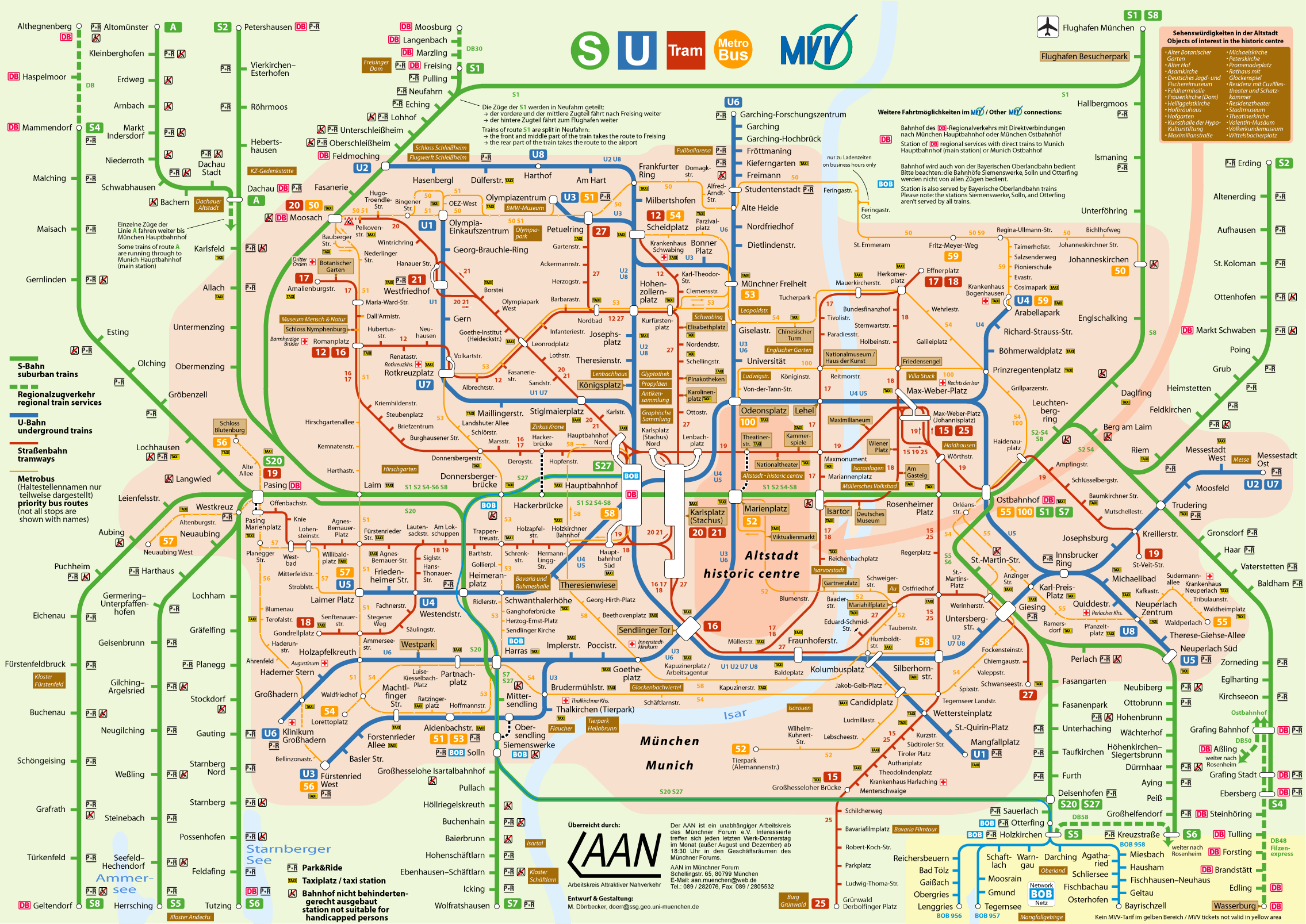
Sieć komunikacyjna Monachium 2006

## Definicja
Transport zbiorowy w przeszłości był utożsamiany z „komunikacją pasażerską”. Pojęcie tłumaczono pochodzeniem od łacińskiego słowa communicare, oznaczającego utrzymanie stałej więzi, stałego kontaktu między dwoma jednostkami lub dwoma miejscami. Po wejściu Polski do Unii Europejskiej pojęcie „komunikacji pasażerskiej” zastąpiono terminem „transport zbiorowy”, przez wzgląd na jednoznaczność przy tłumaczeniu na języki obce.
Komunikację pasażerską zdefiniowano jako szczególną formę organizacji przewozów pasażerskich, wyrosłą na tle masowości potrzeb przewozowych. Do założeń organizacyjnych komunikacji pasażerskiej zaliczono funkcjonowanie:
- stałych tras przewozowych (linii komunikacyjnych, często połączonych w sieć komunikacyjną),
- ustalonych rozkładów jazdy[5].

Warunkiem zakwalifikowania przewozów jako publicznych była powszechna dostępność, w której jedynym warunkiem skorzystania z przewozu było uiszczenie opłaty za przewóz.
Według Jana Podoskiego, aby dany system transportowy mógł być uznany za środek transportu zbiorowego, musi spełniać trzy warunki:
- jego pojazdy muszą być dostępne dla każdego, kto przestrzega obowiązujących przepisów i płaci koszty przejazdu bądź posiada uprawnienia do przejazdu bezpłatnego,
- pojazdy kursują według sztywnego rozkładu jazdy, niezależnie od stanu ich zapełnienia; rozkład jest znany użytkownikom, a przy częstotliwości mniejszej niż 15 minut – ujawniony na przystankach i przestrzegany,
- pojazdy muszą kursować po stałych trasach i zatrzymywać na określonych przystankach[6].

Istnieje szereg środków transportu indywidualnego o cechach publicznych, m.in. taksówki, taksówki zbiorowe, systemy „tele-bus”.

## Publiczny transport zbiorowy w Polsce

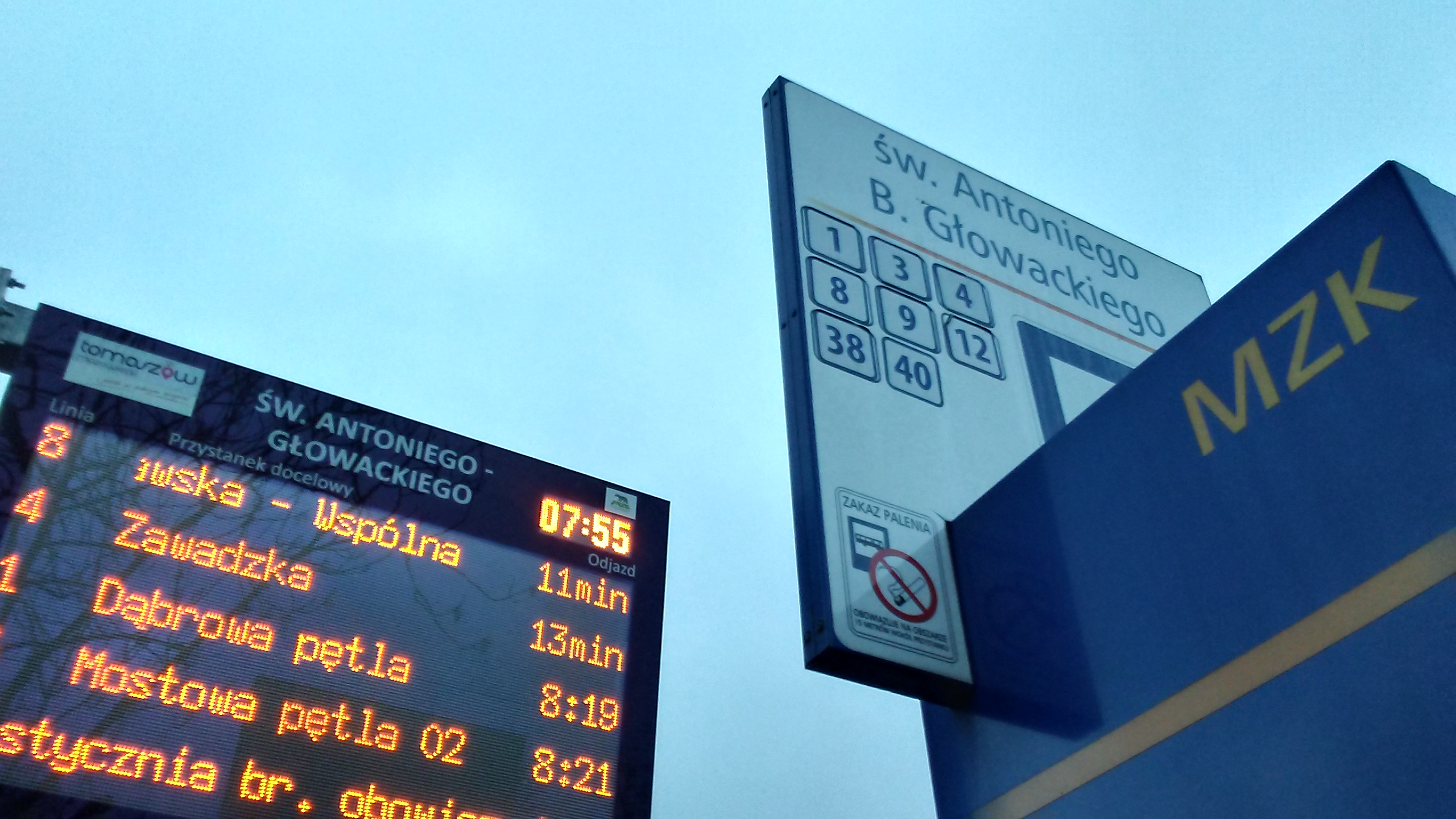
Wyświetlacz na przystanku autobusowym (Tomaszów Mazowiecki)

W Polsce podstawowe kwestie dotyczące publicznego transportu zbiorowego reguluje ustawa z dnia 16 grudnia 2010 r. o publicznym transporcie zbiorowym.
Publiczny transport zbiorowy może odbywać się w Polsce na podstawie:
- umowy o świadczenie usług w zakresie publicznego transportu zbiorowego pomiędzy organizatorem a operatorem,
- potwierdzenia zgłoszenia przewozu lub decyzji o przyznaniu otwartego dostępu[1].

Zarządzanie publicznym transportem zbiorowym przez organizatora polega w szczególności na:
1) negocjowaniu i zatwierdzaniu zmian do umowy z operatorem;
2) ocenie i kontroli realizacji przez operatora i przewoźnika usług w zakresie publicznego transportu zbiorowego;
3) kontroli nad przestrzeganiem przez operatora i przewoźnika zasad funkcjonowania publicznego transportu zbiorowego;
4) współpracy przy aktualizacji rozkładów jazdy w celu poprawy funkcjonowania przewozów o charakterze użyteczności publicznej;
5) analizie realizacji zaspokajania potrzeb przewozowych wynikających z wykonywania przewozów na podstawie umowy o świadczenie usług w zakresie publicznego transportu zbiorowego;
6) dokonywaniu zmian w przebiegu istniejących linii komunikacyjnych;
7) zatwierdzaniu rozkładów jazdy oraz dokonywaniu ich aktualizacji w przypadku przewozów wykonywanych na podstawie potwierdzenia zgłoszenia przewozu;
8) administrowaniu systemem informacji dla pasażera;
Ustawa o publicznym transporcie zbiorowym nakazuje oznakowanie środków transportu, którymi są wykonywane usługi w zakresie publicznego transportu zbiorowego, w sposób widoczny dla pasażera, podawanie rozkładu jazdy do publicznej wiadomości na wszystkich dworcach i przystankach wymienionych w rozkładzie jazdy, a także upublicznianie cenników opłat lub taryf oraz regulaminów przewozu osób (zawierających warunki obsługi podróżnych, warunki odprawy oraz przewozu osób i bagażu, wskazujących podmiot właściwy do przyjmowania skarg i reklamacji wynikających z realizacji usług oraz terminy ich rozpatrywania). Udostępniane podróżnym cenniki opłat muszą zawierać także ceny biletów ulgowych wynikające z uprawnień ustawowych oraz uprawnień pasażerów do innych ulgowych przejazdów, ustanowionych na obszarze właściwości danego organizatora. Ww. ustawa określa również, że wsiadanie i wysiadanie pasażerów może się odbywać tylko na przystankach lub dworcach określonych w rozkładzie jazdy.

## Bezpłatny transport publiczny

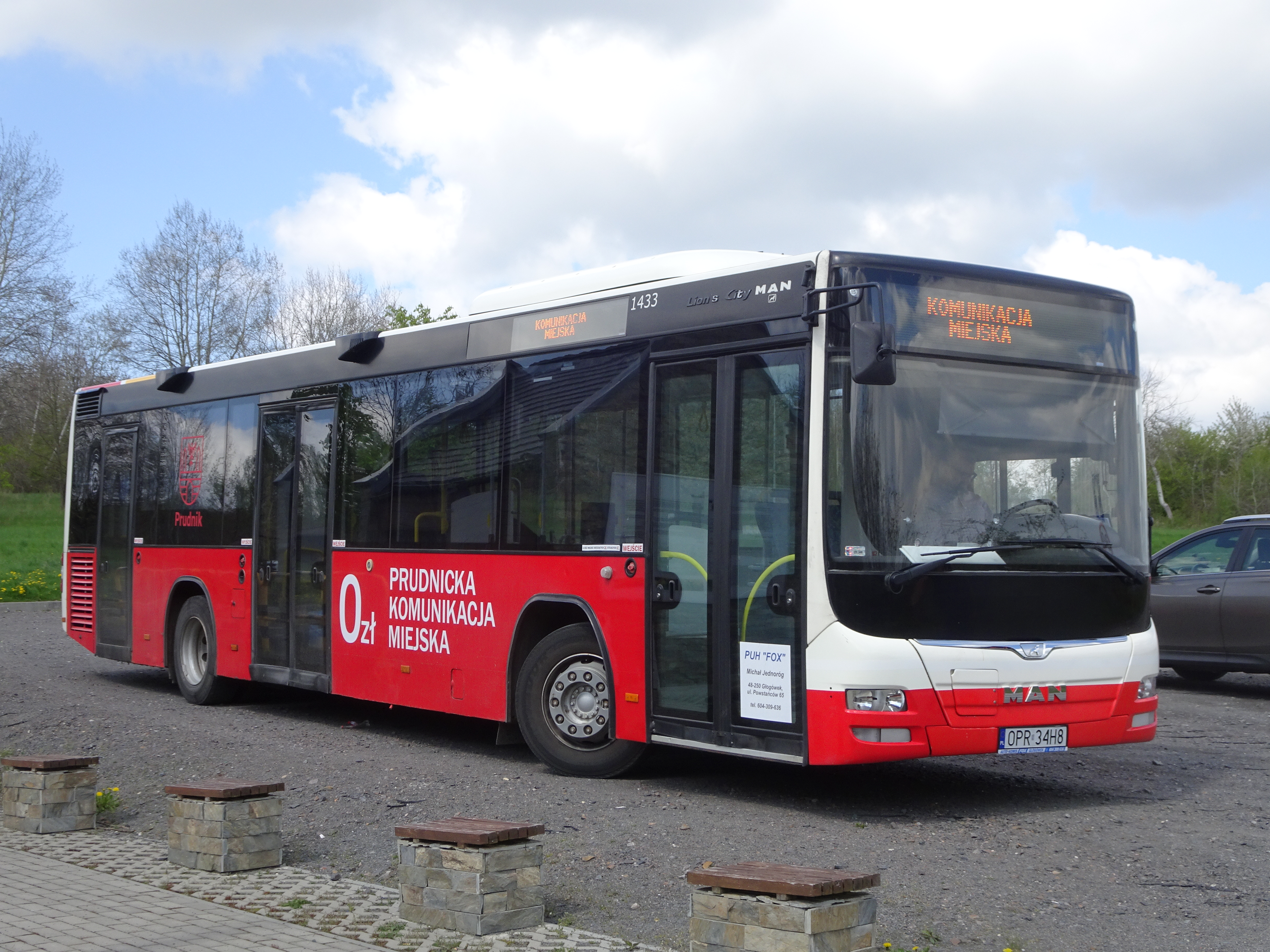
Autobus bezpłatnej komunikacji miejskiej w Prudniku

W marcu 2020 roku Luksemburg stał się pierwszym państwem na świecie, które wprowadziło całkowicie bezpłatny transport publiczny na terenie kraju. Estonia wcześniej wprowadziła bezpłatne autobusy w Tallinnie.

## Malejący udział transportu zbiorowego w Europie
Mimo utrudnień stawianych kierowcom samochodów prywatnych udział transportu zbiorowego w Europie, także zachodniej, zazwyczaj maleje (lub jest bez większych zmian), gdyż ludzie wolą jeździć własnymi pojazdami.
Przykładowo między 2000 a 2017 w Danii spadł z 20,4% do 18,8%, Irlandii z 17,8% do 17,2%. W pozostałych krajach Europy zachodniej, nawet jeśli nieznacznie wzrósł, to nie przekracza 25% udziału w transporcie. Poza Rumunią, Węgrami i Czechami gdzie jest większy, także w Europie środkowej-wschodniej udział jest mniejszy, przykładowo w Bułgarii spadł z 40,7% do 19,2%.